# Айхбюль
Айхбюль — населенный пункт на берегу озера Федерзе в Баден-Вюртембергe, район Бад-Шуссенрида.

## Раскопки
Около деревни были найдены остатки торфяного неолитического поселения конца 3 тыс. до н. э., относящегося ко второму периоду дунайских культур.
Поскольку место покрыто торфяником, органические материалы хорошо сохранились.
Археологи обнаружели основания 20-25 двухкомнатных домов с двускатной крышей и очагами, а также построки общественного назначения. Стены строились из вертикально расщепленных бревен.
Найдены орудия труда — небольшие шлифованные каменные топорики и мотыги из кости и деревянной ручкой, а также ремнёвые копья, стрелы, серпы, каменные тёсла. Жители занимались рыбной ловлей, охотой, а также выращиванием ячменя, гороха, чечевицы, просо и пшеницы, разведением скота (коров, овец, свиней).
Из посуды характерны чаши на высоких поддонах, а также мисочки в форме полушаров с цилиндрическими ручками.
Некоторые находки указывают на контакты айхенской культуры (группы) с лендельской культурой.